# Lisanne Vermeulen
Lisanne Vermeulen (Nieuwegein, 14 september 1985) is een voormalig Nederlands voetbalster die uitkwam voor FC Utrecht, PEC Zwolle en PSV/FC Eindhoven. In 2015 beëindigde ze haar carrière. In 2004 kwam ze tweemaal uit voor het Nederlands elftal.

## Carrière

### Seastum
Vermeulen kwam op 17-jarige leeftijd bij SV Saestum, waar ze veel successen kende. Ze speelde bij de club tot de zomer van 2007 en won er tweemaal de landstitel, tweemaal de Supercup en één keer de beker. In seizoen 2005/06 werd ze topscorer van de hoofdklasse met 23 doelpunten. Ook speelde ze diverse duels voor SV Saestum in de UEFA Women's Cup, met als hoogtepunt het bereiken van de kwartfinales in seizoen 2006/07, waarin de Zweedse topclub Umeå IK te sterk was.

### FC Utrecht
In de zomer van 2007 vertrok ze naar FC Utrecht om daar mee te doen aan de nieuwe eredivisie. Door een enkelblessure kon ze echter de eerste seizoenshelft niet in actie komen. Op 30 januari 2008 maakte ze haar rentree op de velden en op 7 februari van dat jaar stond ze voor het eerst in de basiself. In totaal speelde Vermeulen vijftig duels voor Utrecht en scoorde daarin 13 doelpunten.

### FC/PEC Zwolle
Na drie jaar verliet ze Utrecht voor PEC Zwolle.

### PSV/FC Eindhoven
In de zomer van 2013 tekende ze een contract voor 2 jaar bij PSV/FC Eindhoven.

## Erelijst

### In clubverband
- Kampioen van Nederland: 2005, 2006 (SV Saestum)
- KNVB beker: 2004 (SV Saestum), 2010 (FC Utrecht)
- Supercup: 2005, 2006 (SV Saestum)

### Individueel
- Topscorer hoofdklasse: 2005/06

## Statistieken
| Seizoen | Club             | Land      | Competitie            | Wed. | Goals |
| ------- | ---------------- | --------- | --------------------- | ---- | ----- |
| 2002/03 | SV Saestum       | Nederland | Hoofdklasse           | -    | -     |
| 2003/04 | SV Saestum       | Nederland | Hoofdklasse           | -    | -     |
| 2004/05 | SV Saestum       | Nederland | Hoofdklasse           | -    | -     |
| 2005/06 | SV Saestum       | Nederland | Hoofdklasse           | -    | -     |
| 2006/07 | SV Saestum       | Nederland | Hoofdklasse           | -    | -     |
| 2007/08 | FC Utrecht       | Nederland | Eredivisie            | 10   | 2     |
| 2008/09 | FC Utrecht       | Nederland | Eredivisie            | 24   | 9     |
| 2009/10 | FC Utrecht       | Nederland | Eredivisie            | 16   | 2     |
| 2010/11 | FC Zwolle        | Nederland | Eredivisie            | 21   | 11    |
| 2011/12 | FC Zwolle        | Nederland | Eredivisie            | 18   | 8     |
| 2012/13 | PEC Zwolle       | Nederland | BeNe League Orange    | 12   | 8     |
| 2012/13 | PEC Zwolle       | Nederland | Women's BeNe League B | 10   | 11    |
| 2013/14 | PSV/FC Eindhoven | Nederland | Women's BeNe League   | 24   | 10    |
| 2014/15 | PSV/FC Eindhoven | Nederland | Women's BeNe League   | 22   | 9     |
| Totaal  | Totaal           | Totaal    | Totaal                | 157  | 70    |

## Interlandcarrière
Op 18 september 2004 debuteerde Vermeulen voor Nederland in een vriendschappelijke wedstrijd tegen Engeland (1 – 2).
| Interlands van Lisanne Vermeulen voor Nederland | Interlands van Lisanne Vermeulen voor Nederland | Interlands van Lisanne Vermeulen voor Nederland | Interlands van Lisanne Vermeulen voor Nederland | Interlands van Lisanne Vermeulen voor Nederland | Interlands van Lisanne Vermeulen voor Nederland |
| №                                               | Datum                                           | Wedstrijd                                       | Uitslag                                         | Soort Wedstrijd                                 | Doelpunten                                      |
| Als speler bij SV Saestum                       | Als speler bij SV Saestum                       | Als speler bij SV Saestum                       | Als speler bij SV Saestum                       | Als speler bij SV Saestum                       | Als speler bij SV Saestum                       |
| ----------------------------------------------- | ----------------------------------------------- | ----------------------------------------------- | ----------------------------------------------- | ----------------------------------------------- | ----------------------------------------------- |
| 1.                                              | 18 september 2004                               | Nederland – Engeland                            | 1 – 2                                           | Vriendschappelijk                               | 0                                               |
| 2.                                              | 22 september 2004                               | Nederland – Engeland                            | 0 – 1                                           | Vriendschappelijk                               | 0                                               |